# Laura a její tygři
Laura a její tygři („Laura und ihre Tiger“) ist eine 1985 im Neprakta-Klub in Most (Tschechien) von Karel Šůcha gegründete tschechische Musikgruppe. Zu dieser Namensgebung inspirierte Šůcha die Novelle Tracy’s Tiger von William Saroyan. Von Beginn an pflegte die Band ein typisches Bühnen-Outfit bestehend aus weißen Hemden, schwarzen Brillen, Krawatten und Hosen. 1999 kam es zu einer totalen Neubesetzung der Gruppe. Heute sind aus der ursprünglichen Besetzung nur noch Karel Šůcha und Bohumil Vitásek dabei. Die Band durchliefen eine Reihe tschechischer Künstler (Jana Amrichová, Ilona Csáková, Tereza Hálová, Lenka Nová, Vladěna Svobodová, Martin Pošta).

## Diskografie
- 1988: Žár trvá (Panton, deutsch: „Die Glut bleibt“)
- 1990: Nebudeme (Supraphon, deutsch: „Wir werden nicht“)
- 1992: Síla v nás (Bonton, deutsch: „Die Kraft in uns“)
- 1994: The Best Of (Bonton)
- 1995: Rituál 199x (Bonton)
- 1996: Vyklátíme modly (Bonton, deutsch: „Wir schütteln die Abgötter ab“)
- 2001: Rytmus (Popron)
- 2004: Vyškrábu ti oči (EMI, deutsch: „Ich kratz’ dir die Augen aus“)
- 2005: Jsme tady! (Supraphon, deutsch: „Wir sind hier!“)
- 2016: Žár trvá / Továrna na sny (Doppelalbum, Supraphon, deutsch: „Die Glut bleibt“ / „Traumfabrik“)